# Abra Honda
Abra Honda es un barrio ubicado en el municipio de Camuy en el  Estado Libre Asociado de Puerto Rico. En el Censo de 2010 tenía una población de 1.943 habitantes y una densidad poblacional de 110,89 personas por km².

## Geografía
Abra Honda se encuentra ubicado en las coordenadas 18°25′12″N 66°50′42″O / 18.42000, -66.84500. Según la Oficina del Censo de los Estados Unidos, Abra Honda tiene una superficie total de 17,52 km², que corresponden a tierra firme.

## Demografía
Según el censo de 2010, había 1.943 personas residiendo en Abra Honda. La densidad de población era de 110,89 hab./km². De los 1.943 habitantes, Abra Honda estaba compuesto por el 91,92% blancos, el 2,99% eran afroamericanos, el 0,26% eran amerindios, el 0.1% eran asiáticos, el 2,93% eran de otras razas y el 1,8% pertenecían a dos o más razas. Del total de la población el 99,28% eran hispanos o latinos de cualquier raza.